# Ernsdorf bei Staatz
Ernsdorf bei Staatz (früher auch Ehrnsdorf) ist eine Ortschaft und als Ernsdorf eine Katastralgemeinde der Marktgemeinde Staatz im Bezirk Mistelbach in Niederösterreich. Die Ortschaft hat 163 Einwohner (Stand 1. Jänner 2024). Bis Ende 1965 war Ernsdorf bei Staatz eine eigenständige Gemeinde.

## Geografie
Das Dorf südlich von Staatz liegt an der Staatzer Straße. Durch den Ort fließen der Ernsdorfer Graben und der Rossbach, die später zusammen mit dem Waltersdorfer Graben den Enzersgraben bilden.

## Geschichte
Laut Adressbuch von Österreich waren im Jahr 1938 in der Ortsgemeinde Ernsdorf ein Gastwirt, ein Gemischtwarenhändler, ein Schmied, ein Tischler, eine Viktualienhändlerin, eine Ziegelei und einige Landwirte ansässig.
Mit 1. Jänner 1966 wurden im Zuge der Niederösterreichischen Kommunalstrukturverbesserung die bis dahin selbständigen Gemeinden Ameis, Enzersdorf bei Staatz, Ernsdorf bei Staatz, Waltersdorf bei Staatz und Wultendorf nach Staatz eingemeindet.